# Габрівка
Габрівка (рос. Габровка, Габеровка, Габоровка) — колишнє село у Мартинівській сільській раді Червоноармійського району Житомирської області Української РСР. У 1926—46 роках — адміністративний центр колишньої однойменної сільської ради. До 1939 року — колонія.

## Населення
У 1906 році в поселенні налічувалося 222 мешканці, дворів — 34, у 1910 році — 282 жителі, у 1923 році — 211 жителів, дворів — 38, у 1924 році — 227 осіб (з перевагою населення німецької національности), дворів — 40.

## Історія
Колишнє лютеранське поселення на власних землях, лежало за 35 км північно-західніше Житомира. Належало до лютеранської парафії у Житомирі. Була школа.
У 1906 році — колонія Пулинської волості (2-го стану) Житомирського повіту Волинської губернії. Відстань до губернського центру, м. Житомир, становила 35 верст, від волосного центру, міст. Пулини — 8 верст. Найближче поштово-телеграфне відділення розміщувалося на станції Рудня.
У 1923 році включена до складу новоствореної Корчівської сільської ради, яка 7 березня 1923 року увійшла до складу новоутвореного Пулинського району Житомирської округи. Розміщувалося за 5 верст від районного центру міст. Пулини та за 1 версту від центру сільської ради сільця Корчівка.
27 жовтня 1926 року в колонії створено окрему Габрівську сільську раду в складі Пулинського (згодом — Червоноармійський) району. У 1939 році колонію віднесено до категорії сіл. У 1946 році село значилося у підпорядкуванні Корчівської сільської ради Червоноармійського району Житомирської області. 11 серпня 1954 року, внаслідок об'єднання сільських рад, підпорядковане Мартинівській сільській раді Червоноармійського району.
Об'єднане із с. Корчівка 29 червня 1960 року, відповідно до рішення Житомирського облвиконкому № 683 «Про об'єднання деяких населених пунктів районах області».